# George Henry Mackenzie
Pour les articles homonymes, voir Mackenzie.
George Henry Mackenzie (né le 24 mars 1837 à North Kessock en Écosse, mort le 14 avril 1891 à New York) était un champion d'échecs américain d'origine écossaise qui remporta trois fois l'ancêtre du championnat des États-Unis.

## Biographie et carrière
Formé en Écosse, Mackenzie étudia en France, à Rouen, puis en Prusse, à Stettin de 1853 à 1855. En 1856, il entra dans l'armée britannique, dans le (en) King's Royal Rifle Corps. Basé en Irlande, son régiment fut envoyé en Afrique du sud, puis engagé de 1857 à 1859 en Inde.
En 1861, il se retira de l'armée.
En 1862, Mackenzie remporta le tournoi à handicap de Londres en battant notamment Adolf Anderssen. En match, il affronta George MacDonnell en 1862 : (+4 −7 =2) puis (+6 −2 =3),
En 1863, il émigra aux États-Unis et s'installa à New York en 1865.
En match, il battit
- Reichelm en 1866 (+5 −0 =1) et 1867 (+7 −0 =2),
- Judd en 1881 (+7 −5 =1),
- Blackburne en 1882 (+2 −1 =0),
- S. Lipschütz en 1886 (+5 −3 =5) et
- Burn en 1886 (+4 −4 =2).

Il remporta les tournois de Cleveland 1871, Chicago 1874 et New York 1880. 
Lors des congrès américains (ancêtres du championnat des États-Unis), il finit trois fois à la première place : en 1870 (deuxième congrès), 1874 (troisième congrès) et 1880 (cinquième congrès).
En 1878, il finit 4e-5e lors du tournoi de Paris, puis quatrième à Vienne en 1882 et cinquième ex æquo au tournoi d'échecs de Londres 1883.
En 1887, il remporta le cinquième congrès allemand de Francfort devant Blackburne, Zukertort, Englisch, Weiss, Bardeleben, Tarrasch et Paulsen. L'année suivante, en 1888, il gagna le cinquième championnat d'Écosse à Glasgow et finit deuxième du congrès britannique d'échecs à Bradford. En 1890, il fut troisième ex æquo du congrès britannique de Manchester remporté par Siegbert Tarrasch. Il mourut l'année suivante.